# Mauritz Rubenson

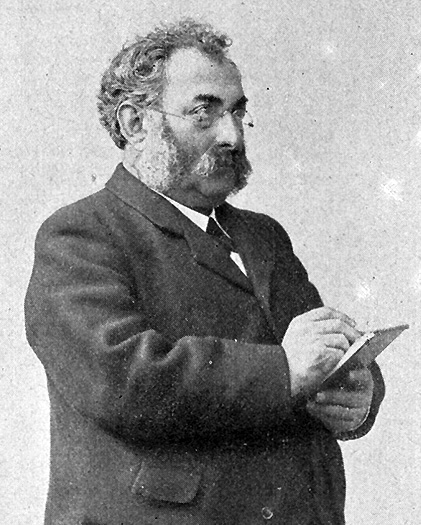
Mauritz Rubenson.

Mauritz Rubenson, född 27 augusti 1836 i Göteborg, död 5 december 1899 i Uppsala, var en svensk journalist, författare och kommunpolitiker, främst verksam i Göteborg.

## Biografi
Fadern, Rudolf Rubenson (gift med Coelina Goldschmidt), var innehavare av de på sin tid kända Göteborgsschweizerierna i Bloms hôtel  och i Trädgårdsföreningen och han drev ett sockerbageri där Mauritz initialt arbetade.
Samtidigt som han jobbade vid sin fars firma påbörjade han en bana som författare. De första alstren var två historiska skådespel uppförda på Göteborgs teater. Hans journalistbana inleddes 1864 då han började publicera Göteborgsreportage i Nya Dagligt Allehanda och från 1865 var han medarbetare på Göteborgs Handels- och sjöfartstidning. Där utsågs han efter en tid av S.A. Hedlund till tidningens flygande reporter och skrev en mängd reportage från både gamla och nya världen, vilka även utkom i bokform. 
Under ett antal år var han ledamot av Göteborgs stadsfullmäktige. Han var även 
styrelseledamot i Göteborgs Hantverks- och Industriförening, ordförande i
Fastighetsägareföreningen och initiativtagare och en av grundarna av Tekniska Samfundet i Göteborg.
Han gifte sig 1873 med Albertina Carlsson. Efter hans död instiftades en pensionsfond för tidningsmän till hans minne.